# Anders Holmberg
Anders Holmberg (* 4. září 1984, Bankeryd) je švédský reprezentant v orientačním běhu. Mezi jeho největší úspěchy patří stříbrná medaile ze sprintu na mistrovství světa 2011 ve francouzském Savojsku. V současnosti žije ve švýcarském Sissachu a běhá za švédský klub Järla Orientering.

## Sportovní kariéra
| Přehled úspěchů na Mistrovství světa | Přehled úspěchů na Mistrovství světa | Přehled úspěchů na Mistrovství světa | Přehled úspěchů na Mistrovství světa | Přehled úspěchů na Mistrovství světa |
| Mistrovství světa                    | Sprint                               | Middle                               | Long                                 | Štafety                              |
| ------------------------------------ | ------------------------------------ | ------------------------------------ | ------------------------------------ | ------------------------------------ |
| Savojsko 2011                        | 2. místo                             | X                                    | 19. místo                            | 3. místo                             |
| Lausanne 2012                        | 12. místo                            | X                                    | 5. místo                             | 3. místo                             |

| Přehled úspěchů na Mistrovství Evropy | Přehled úspěchů na Mistrovství Evropy | Přehled úspěchů na Mistrovství Evropy | Přehled úspěchů na Mistrovství Evropy | Přehled úspěchů na Mistrovství Evropy |
| Mistrovství Evropy                    | Sprint                                | Middle                                | Long                                  | Štafety                               |
| ------------------------------------- | ------------------------------------- | ------------------------------------- | ------------------------------------- | ------------------------------------- |
| Ventspils 2008                        | B1. místo                             | 42. místo                             | X                                     | X                                     |
| Primorsko 2010                        | 23. místo                             | 18. místo                             | 21. místo                             | 4. místo                              |
| Falun 2012                            | 11. místo                             | X                                     | 21. místo                             | 2. místo                              |

| Přehled úspěchů na Mistrovství světa juniorů | Přehled úspěchů na Mistrovství světa juniorů | Přehled úspěchů na Mistrovství světa juniorů | Přehled úspěchů na Mistrovství světa juniorů | Přehled úspěchů na Mistrovství světa juniorů |
| Mistrovství světa juniorů                    | Sprint                                       | Middle                                       | Long                                         | Štafety                                      |
| -------------------------------------------- | -------------------------------------------- | -------------------------------------------- | -------------------------------------------- | -------------------------------------------- |
| Gdaňsk 2004                                  | X                                            | 13. místo                                    | 102. místo                                   | X                                            |
| Polva 2003                                   | X                                            | 7. místo                                     | 4. místo                                     | 5. místo                                     |
| Alicante 2002                                | X                                            | 6. místo                                     | 5. místo                                     | 3. místo                                     |